# Грецька система числення

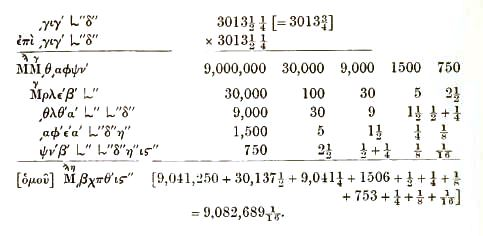
Приклад множення за рукописом Евтохія: ліворуч — грецькі цифри, праворуч — арабські

Грецька система числення, або Грецькі цифри — непозиційна, адитивна система числення, яка використовує для представлення чисел літери грецької абетки.
Грецькі цифри також відомі під назвами: Іонічні цифри, Мілетські цифри, Александрійські цифри, або Алфавітні цифри. У сучасній Греції вони використовуються і нині на позначення порядкових числівників, подібно до застосування римських цифр — системи, популярної на Заході, де на позначення кількісних числівників використовуються арабські цифри.

## Система літер
| Буква           | Число | Буква | Число | Буква | Число | Буква | Число |
| --------------- | ----- | ----- | ----- | ----- | ----- | ----- | ----- |
| αʹ              | 1     | ιʹ    | 10    | ρʹ    | 100   | ͵Α    | 1000  |
| βʹ              | 2     | κʹ    | 20    | σʹ    | 200   | ͵Β    | 2000  |
| γʹ              | 3     | λʹ    | 30    | τʹ    | 300   | ͵Γ    | 3000  |
| δʹ              | 4     | μʹ    | 40    | υʹ    | 400   | ͵Δ    | 4000  |
| εʹ              | 5     | νʹ    | 50    | φʹ    | 500   | ͵Ε    | 5000  |
| ϝʹ чи ϛʹ чи στʹ | 6     | ξʹ    | 60    | χʹ    | 600   | ͵Ϛ    | 6000  |
| ζʹ              | 7     | οʹ    | 70    | ψʹ    | 700   | ͵Z    | 7000  |
| ηʹ              | 8     | πʹ    | 80    | ωʹ    | 800   | ͵H    | 8000  |
| θʹ              | 9     | ϟʹ    | 90    | ϡʹ    | 900   | ͵Θ    | 9000  |

## Пояснення та приклади
У новогрецькій мові прийнято використовувати великі літери, наприклад: грец. Φίλιππος Β' ο Μακεδών — Філіпп II Македонський або грец. Ἀλέξανδρος Γ' ὁ Μακεδονικός — Александр III Македонський.
Грецька система числення, на відміну від римської, — непозиційна адитивна система числення, тому вирази 45=με та 45=εμ тотожні.
Число утворюється як сума цифр, якщо воно менше 10 000. Інакше використовують спеціальний символ М. Він означає тисячу, і працює подібно до сучасного експоненційного формату запису чисел з плаваючою комою (наприклад 0.5e-06). Це дозволяє записати більші числа.
Приклади чисел:
45 — με, 632 — χλβ, 970 — Ϡο, 9128 — ͵Θρκη, та найцікавіше 2 056 839 184 — βΜκ͵, αΜ͵εχπγ, ͵θρπδ.